# Geodia amadaiba
Geodia amadaiba är en svampdjursart som beskrevs av Tanita och Kazuo Hoshino 1989. Geodia amadaiba ingår i släktet Geodia och familjen Geodiidae. Inga underarter finns listade i Catalogue of Life.